# Stadio Constant Vanden Stock
Lo Stadio Constant Vanden Stock (in francese stade Constant-Vanden-Stock; in olandese Constant Vanden Stockstadion) è un impianto calcistico belga di Anderlecht, comune della regione di Bruxelles.
Di proprietà del RSC Anderlecht, società calcistica della capitale belga della quale ospita gli incontri interni fin dalla sua costruzione nel 1917, è intitolato allo storico presidente del club Constant Vanden Stock, alla cui gestione sono legati i maggiori successi della formazione bianco-malva.
Dal 2019 è noto anche con il nome commerciale di Lotto Park per via del contratto di sponsorizzazione stipulato con De Nationale Loterij.
Lo stadio ha una capacità di 21 500 posti e nella sua storia secolare è stato sottoposto a due ristrutturazioni, nel 1983 e nel 1991.